# Погост

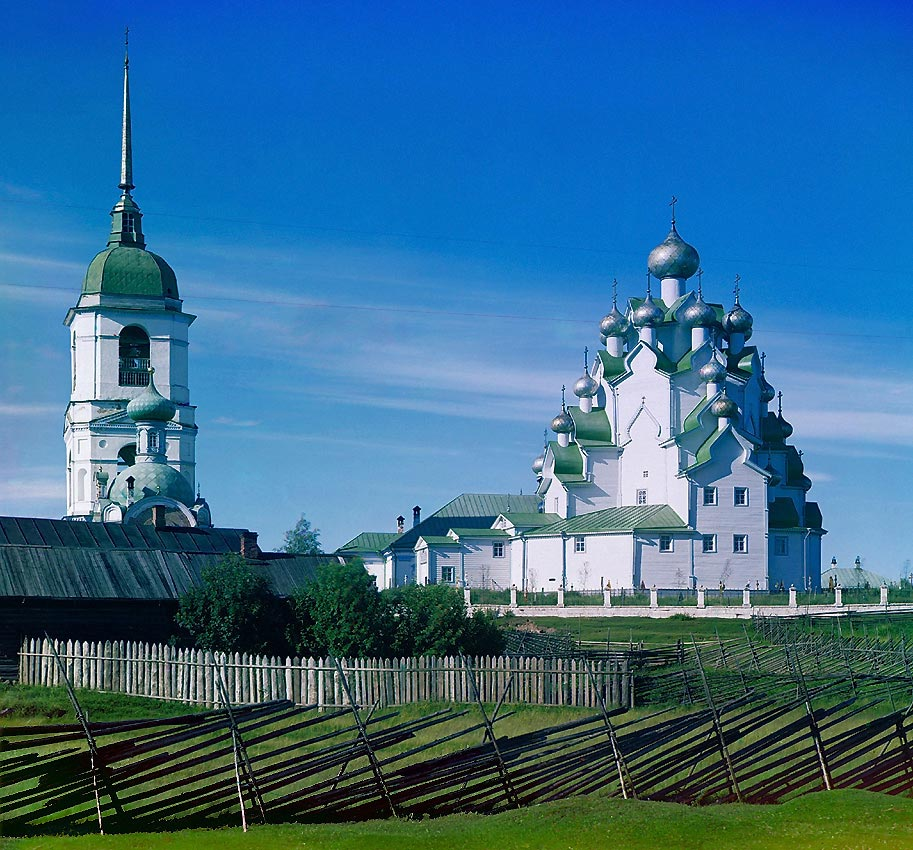
Вытегорский погост в 1912 году

Пого́ст — административно-территориальная единица (сельский податной округ) на Руси.

## История

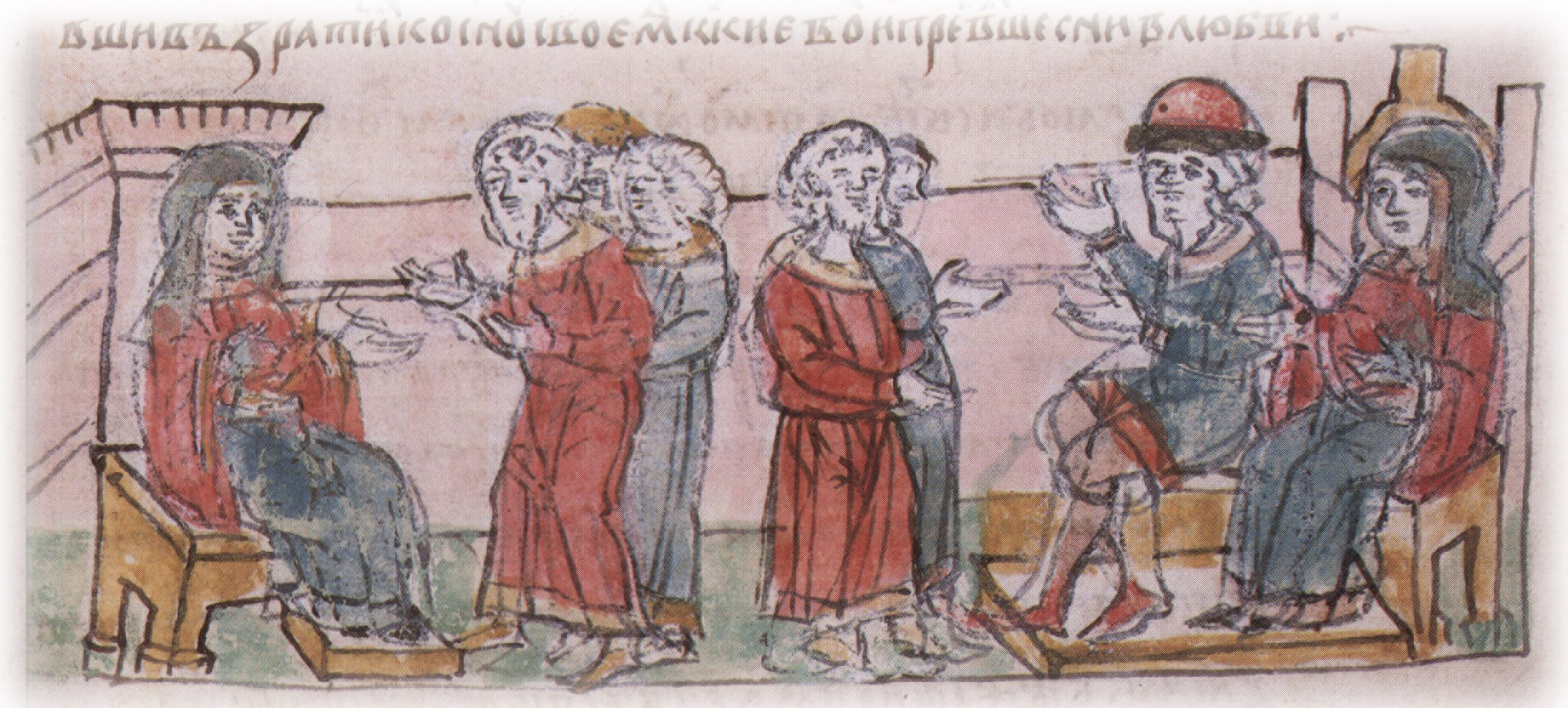
Устройство княгиней Ольгой погостов и обложение данью населения; княжение Ольги и Святослава Игоревича в Киеве. Миниатюра из Радзивилловской летописи, конец XV века

Впервые административно-территориальное деление в Древней Руси установила княгиня Ольга, поделив Новгородскую землю на погосты и установив для них уроки; тем самым погост ассоциировался с местом остановки князя и его дружины во время сбора урока — погостьем (своего рода постоялый двор, от слов погостить, гостить, гостиница).
Поскольку после распространения христианства на погостах были построены церкви, со временем слово стало обозначать населённый пункт с приходской церковью и кладбищем при ней, что отразилось на топонимии.
В дальнейшем погостами стали называть административно-территориальные единицы, состоящие из нескольких населённых пунктов (аналоги современных сельских поселений). Погостами продолжали называть и сами селения, являющиеся центрами таких единиц. Разделение на погосты сохранялось на Севере (где отсутствовало помещичье землевладение) вплоть до 1775 года. В Южной Руси XI—XII веков погосты-территории именовались вервями, в некоторых документах XVII века они именуются приходами.
Административно-территориальная единица с названием «погост» была и в Швеции. Например, на Генеральной карте провинции Ингерманландия, составленной в 1678 году Эриком Беннингом, показана Ингерманландия в её официальных границах, разделённая на административные единицы — лен (Lahn), погост (Pogost), приход (Sochn).
В современной Латвии есть административная единица территории pagasts (см. Волости Латвии), чьё название, по Фасмеру, восходит к слову «погост».
В Центральной России в XVIII—XIX веках погост — небольшое поселение, центр прихода с церковью и кладбищем, с домом священнослужителя и причта. Если в таком селении появлялись крестьянские избы, то оно обычно именовалось селом. Помимо того, погостом именовался центр поселения с церковью и торговым местом, на котором также проходили совместные празднества. Начиная с XVIII века слово также используется в значении «сельское кладбище» с церковью. В Орловском крае называлось погостье, а в Курском — погостья.
Данное слово применялось и в названиях населённых пунктов, например Дмитриевский Погост, Гусевский Погост и другие.